# Université agraire d'État de Saint-Pétersbourg
L'université agraire d'État de Saint-Pétersbourg (Санкт-Петербургский государственный аграрный университет, formule courte СПбГАУ), avant 1992 institut agricole de Léningrad (Ленинградский сельскохозяйственный институт), est un établissement d'enseignement supérieur agricole situé en Russie à Pouchkine (anciennement Tsarskoïe Selo) à une quinzaine de kilomètres du centre-ville de Saint-Pétersbourg. Elle accueille en 2017 un contingent de plus de 8 000 étudiants. Son recteur depuis décembre 2015 est le professeur Sergueï Nikolaïevitch Chirokov.

## Structure
- Filiale de Kaliningrad de l'université agraire de Saint-Pétersbourg (fondée en 1961)[3]
- Académie de management et d'agrobusiness
- Faculté de technologie agricole, de pédologie et d'écologie
- Faculté de culture des fruits et légumes et de technologie de transformation
- Faculté de zoo-ingénierie et de biotechnologie
- Faculté des systèmes et services techniques et de l'énergétique
- Faculté de gestion et de développement des territoires agricoles
- Faculté d'économie et d'organisation dans le complexe agro-industriel
- Faculté juridique
- Faculté d'aménagement rural et de construction agricole
- Collège pré-universitaire

## Mobilité internationale
L'université jouit d'un programme de mobilité avec des bourses accordées par d'autres universités à l'international, comme avec les universités de Norvège, ainsi que des possibilités de stages et de postes de lecteurs dans d'autres universités étrangères (Chine, France, Slovaquie, Slovénie, Tchéquie) .
Une quarantaine d'étudiants étrangers y ont suivi des cours pendant l'année 2017-2018 ; ils sont majoritairement originaires d'Afrique (république démocratique du Congo, république du Congo, Ghana, Guinée, Nigeria, Sénégal, Somalie, Tunisie, Zambie), mais aussi d'Asie (Bangladesh, Chine) d'Asie centrale (Turkménistan) et du Moyen Orient (Syrie).